# NGC 4053
NGC 4053 este o liner situată în constelația Părul Berenicei. A fost descoperită în 9 mai 1864 de către Heinrich Louis d'Arrest. Se află la o distanță de 102,84 megaparseci de Pământ.